# 29839 Russhoward
29839 Russhoward è un asteroide della fascia principale. Scoperto nel 1999, presenta un'orbita caratterizzata da un semiasse maggiore pari a 3,0976278 au e da un'eccentricità di 0,1470818, inclinata di 2,29538° rispetto all'eclittica.